# Niederscheld
Niederscheld is een plaats in de Duitse gemeente Dillenburg, deelstaat Hessen, en telt circa 3000 inwoners.